# Akihiro Ōhata

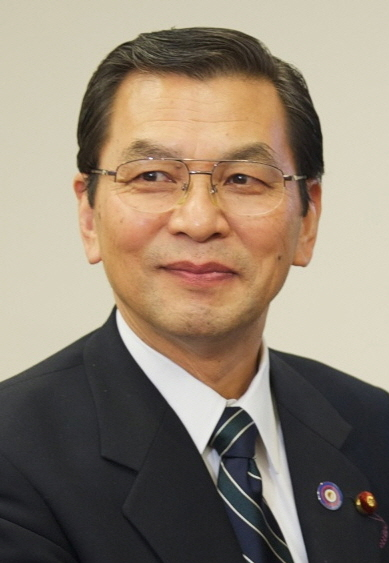
Akihiro Ōhata (2010)

Akihiro Ōhata (jap. 大畠 章宏, Ōhata Akihiro; * 5. Oktober 1947 in Jōhoku (heute: Shirosato), Präfektur Ibaraki) ist ein ehemaliger japanischer Politiker der Demokratischen Fortschrittspartei, war von 1990 bis 2017 Abgeordneter im Shūgiin für den 5. Wahlkreis Ibaraki und von Januar bis September 2011 Infrastrukturminister im Kabinett Kan. Innerparteilich führte er von 2012 bis 2014 seine eigene Faktion, die Ōhata-Gruppe, formal Sokōkai (素交会).

## Leben und Karriere
Ōhata, Absolvent der Technischen Universität Musashi, der heutigen „Universität der Stadt Tokio“ (Tōkyō toshi daigaku), arbeitete nach seinem Shūshi-Abschluss (修士, Master) zunächst für Hitachi Seisakusho, wo er ab 1978 für die Gewerkschaft tätig war.
1986 wurde Ōhata ins Präfekturparlament Ibaraki gewählt und wechselte 1990 in die nationale Politik, als er für die Sozialistische Partei Japans (SPJ) im dreimandatigen 2. Wahlkreis Ibaraki mit dem zweithöchsten Stimmenanteil erstmals ins Shūgiin gewählt wurde. Seit der Wahl 1996, vor der er sich der neu gegründeten Demokratischen Partei anschloss, kandidiert Ōhata im neuen Einzelwahlkreis Ibaraki 5, den er im ersten Anlauf an Ex-Arbeitsminister Shumpei Tsukahara (LDP) verlor (Wiederwahl über den Verhältniswahlblock Nord-Kantō), danach aber sechsmal in Folge gewann.
Im Shūgiin war Ōhata unter anderem Vorsitzender des Sonderausschusses für Kohleförderung (1997), des Kabinettsausschusses (2001/02), des Verfassungsausschusses (2011/12) und des Disziplinarausschusses (2015/16). 2002 und 2007 war er unter den Parteivorsitzenden Naoto Kan und Ichirō Ozawa Mitglied im „nächsten Kabinett“, dem Schattenkabinett der Demokratischen Partei. Später stieg er unter Banri Kaieda zum stellvertretenden Vorsitzenden (2012/13) und Generalsekretär (2013/14) auf.
2010 berief Premierminister Naoto Kan Ōhata als Nachfolger von Masayuki Naoshima zum Minister für Wirtschaft, Handel und Industrie in sein Kabinett. Bei der Kabinettsumbildung im Januar 2011 ersetzte er Sumio Mabuchi, der aus dem Kabinett ausschied, als Minister für Land, Infrastruktur und Verkehr, sein Nachfolger als Wirtschaftsminister wurde Banri Kaieda. Im Dezember 2014 wurde er als Nachfolger von Michihiko Kano zum Vorsitzenden der Faktion Sokōkai ernannt und im August 2014 in dieser Position von Atsushi Ōshima abgelöst.
Im September 2017 gab er bekannt, seine politische Karriere zu beenden und nicht bei der Shūgiin-Wahl 2017 für eine weitere Amtszeit als Abgeordneter zu kandidieren.